# Переволока (Брестская область)
Пере́волока (бел. Пярэвалака) — деревня в Барановичском районе Брестской области Белоруссии. Входит в состав Городищенского сельсовета. Население — 27 человек (2023).
Название указывает на место старого волока из одной реки в другую.

## География
Расположена в 21 км (24 км по автодорогам) к северо-северо-востоку от центра Барановичей, на расстоянии 4 км (7 км по автодорогам) к юго-востоку от центра сельсовета, городского посёлка Городище.
По территории деревни протекает река Нитка, правый приток реки Сервеч.

## История
По переписи 1897 года — 10 дворов.
В 1909 году — деревня Циринской волости Новогрудского уезда Минской губернии, 12 дворов. На карте 1910 года указана под названием Переволоки.
После Рижского мирного договора 1921 года — в составе гмины Цирин Новогрудского повета Новогрудского воеводства Польши.
С 1939 года — в составе БССР, в 1940–62 годах — в Городищенском районе Барановичской, с 1954 года Брестской области. Затем — в Барановичском районе. С конца июня 1941 года по июль 1944 года оккупирована немецко-фашистскими войсками. Было разрушено 12 домов.
В 2013 году передана из упразднённого Карчёвского сельсовета в Городищенский.

## Население
По состоянию на 1 января 2023 года в деревне проживало 27 человек в 12 хозяйствах, в том числе 5 моложе трудоспособного возраста, 15 — в трудоспособном возрасте и 7 — старше трудоспособного возраста. 
| Численность населения (по переписи) | Численность населения (по переписи) | Численность населения (по переписи) | Численность населения (по переписи) | Численность населения (по переписи) | Численность населения (по переписи) | Численность населения (по переписи) |
| 1909                                | 1921                                | 1959                                | 1970                                | 1999                                | 2009                                | 2019                                |
| ----------------------------------- | ----------------------------------- | ----------------------------------- | ----------------------------------- | ----------------------------------- | ----------------------------------- | ----------------------------------- |
| 94                                  | ↗102                                | ↗203                                | ↘178                                | ↘67                                 | ↘26                                 | ↘23                                 |